# Lincoln Continental (1980)
Der Lincoln Continental des Modelljahrs 1980 ist ein zwei- und viertürig hergestelltes Oberklassefahrzeug des US-amerikanischen Ford-Konzerns, das unter der Marke Lincoln verkauft wurde. Diese Baureihe wird allgemein als die sechste Generation von Lincolns Continental-Familie angesehen. Sie ist zugleich die letzte Continental-Generation, die zu den Full-Size-Cars gehört. Unter dieser Bezeichnung war das Fahrzeug nur ein Jahr lang erhältlich. Ab 1981 hieß es Town Car, während der traditionsreiche Name Continental auf ein kleineres Modell der oberen Mittelklasse übertragen wurde. Ein teureres und wesentlich besser ausgestattetes Schwestermodell verkaufte Lincoln unter der Bezeichnung Continental Mark VI.

## Entstehungsgeschichte

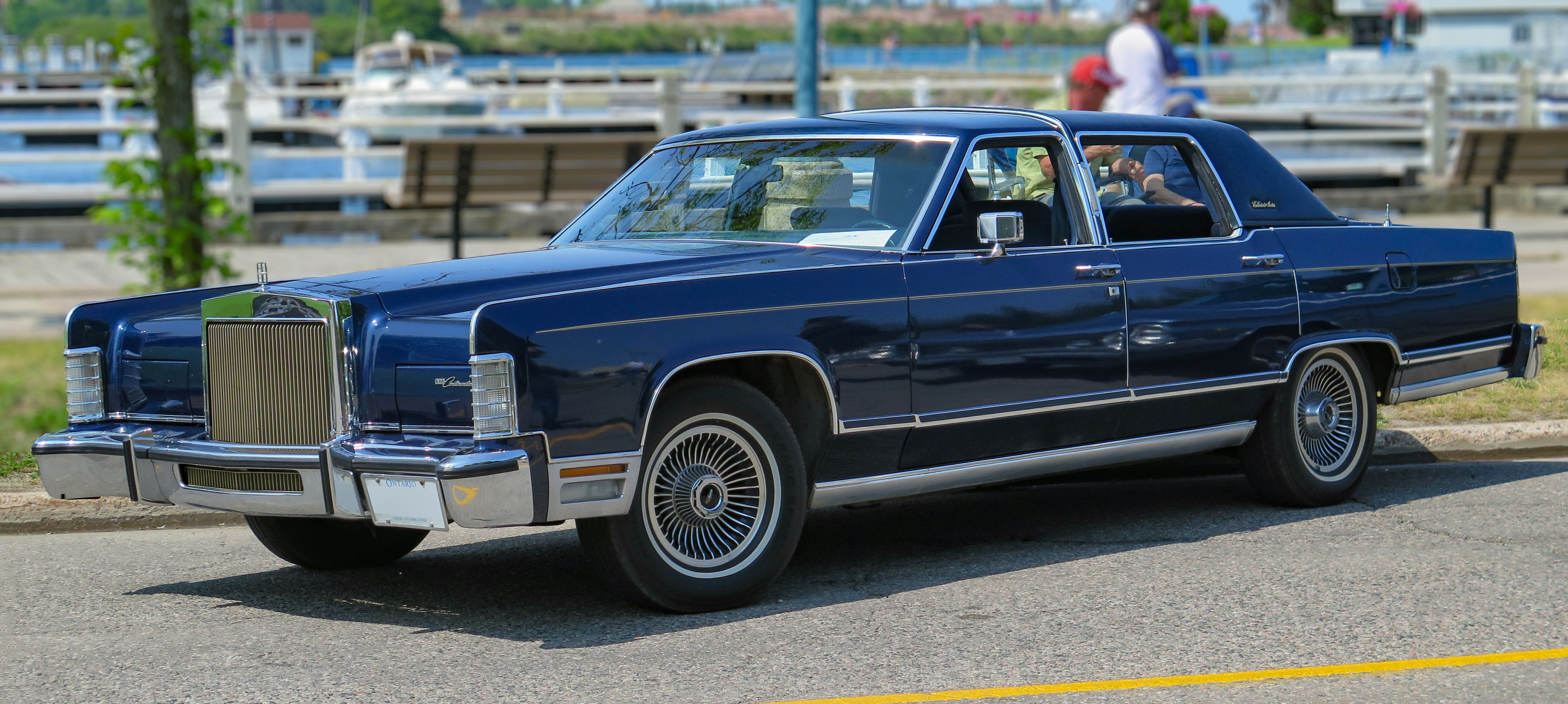
Vorgänger: Lincoln Continental (1979)

Fords Spitzenmarke Lincoln hatte bis in die 1970er-Jahre hinein ausschließlich Autos aus dem Full-Size-Segment im Programm. Die Modellbezeichnung lautete seit 1958 Continental; besonders teure Varianten bildeten die Continental Mark Series. Als die US-amerikanische Regierung als Reaktion auf die Ölpreiskrise in den 1970er Jahren Regularien zur Begrenzung des Flottenverbrauchs einführte, waren die Hersteller gezwungen, verbrauchsgünstigere und damit kleinere Modelle einzuführen. Das galt auch für die jeweiligen Spitzenmodelle, die bis in die 1970er-Jahre hinein sehr groß und schwer waren und daher beim Kraftstoffverbrauch sehr ungünstige Werte erzielten. Lincolns Konkurrent Cadillac reagierte auf diese Anforderungen zum Modelljahr 1977 mit einer deutlich kürzeren und leichteren fünften Generation des DeVille, Chrysler zog 1979 mit dem auf einer Intermediate-Konstruktion basierenden neuen New Yorker nach. Der Ford-Konzern schließlich entwickelte als Reaktion auf die Ölkrise für die Full-Size-Fahrzeuge die neue Panther-Plattform, die 1979 zunächst die Grundlage für die neue Generation der vergleichsweise günstigen Ford LTD und Mercury Marquis bildete. Die Übertragung auf die Lincoln-Reihe verzögerte sich allerdings. Im Modelljahr 1979 war der alte Continental, der technisch auf das Jahr 1970 zurückging, das mit Abstand größte und schwerste Oberklassefahrzeug US-amerikanischer Herkunft; einige Autoren nannten das Auto „den letzten Dinosaurier“. Nicht zuletzt wegen dieses Alleinstellungsmerkmals war der alte Continental 1979 auf dem nordamerikanischen Markt noch einmal sehr erfolgreich.
Zum Modelljahr 1980 führte Lincoln dann die auf der Panther-Plattform basierende neue Continental-Generation ein. Er war das Basismodell von Lincolns Full-Size-Reihe. Über ihm rangierte der Continental Mark VI, der weitgehend baugleich, aber deutlich besser ausgestattet ist und in dieser Generation erstmals auch als Viertürer erhältlich war; unter dem Continental war der Versailles positioniert, der deutlich kleiner, ungeachtet dessen aber deutlich teurer war.
Der Continental wurde unter dieser Bezeichnung nur ein Jahr lang angeboten. Zum Modelljahr 1981 erhielt es die Bezeichnung Town Car, ohne dass technische oder stilistische Änderungen damit verbunden waren. Die Bezeichnung Continental wurde daraufhin auf ein neues Modell der Intermediate-Reihe übertragen, das ab 1982 den erfolglosen Versailles ablöste.

## Modellbeschreibung
Die Umstellung des Continental auf Fords neue Panther-Plattform führte zu einer deutlichen Größen- und Gewichtsreduzierung. Der 1980er Continental ist 450 mm kürzer und bis zu 500 kg leichter als sein Vorgänger. Neu konstruierte Motoren trugen zusätzlich zur Verbrauchsreduzierung bei.

### Chassis und Fahrwerk
Grundlage des 1980er Lincoln Continental ist ein neu konstruierter Kastenrahmen mit Traversen, der auch bei den Schwestermodellen von Ford und Mercury verwendet wird. Vorn sind obere und untere Trapez-Dreiecksquerlenker mit Schraubenfedern eingebaut, hinten eine Starrachse mit unteren Längslenkern, oberen Schräglenkern und Schraubenfedern.
Eine Besonderheit betrifft das Lincoln-Continental-Coupé: Während das Mark-VI-Coupé einen gegenüber dem Viertürer um 76 mm kürzeren Radstand hat und damit den zweitürigen Versionen des Ford LTD und des Mercury Grand Marquis entspricht, baut das Lincoln Continental-Coupé auf dem längeren Radstand der Limousine auf.

### Karosserie

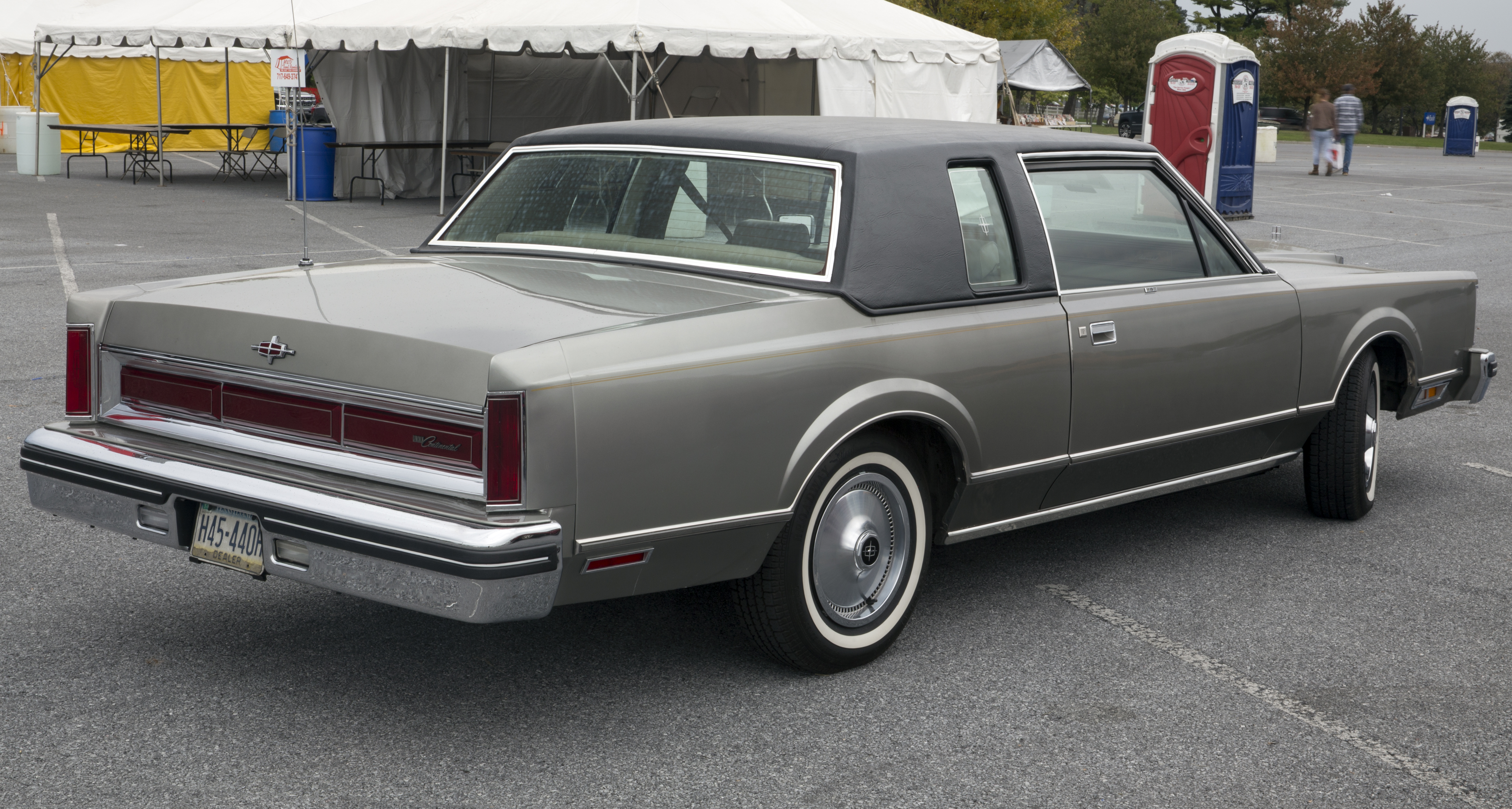
Lincoln Continental Coupé (1980)

Lincoln hatte den Continental des Modelljahrs 1980 als zwei- und als viertürige Stufenhecklimousine im Programm. Die zweitürige Variante wurde als Continental Coupé vermarktet.
Der Aufbau besteht aus gepresstem Stahlblech. Die Karosserie wurde für diese Continental-Generation unter der Leitung von Gale Halderman komplett neu gestaltet. Kein äußeres Blechteil ist mit den Aufbauten der preiswerteren Schwestermodelle von Ford und Mercury identisch. Allerdings teilt sich der Lincoln Continental wesentliche Merkmale der Karosserie mit dem exklusiven Continental Mark VI. Stilistisch ist der Aufbau von „eckig-kantigen“ Elementen geprägt. Beim Lincoln Continental ist vorn eine senkrechte, entfernt an einen Rolls-Royce-Kühler erinnernde Kühlermaske aus Edelstahl installiert; rechts und links davon gibt es jeweils rechteckige Doppelscheinwerfer, die im Gegensatz zum Vorgängermodell (und im Gegensatz zum Parallelmodell Mark VI) nicht hinter einer lackierten Klappe verdeckt sind. Im Heckbereich ist ein über die gesamte Wagenbreite reichendes Leuchtband eingefügt. Dadurch unterscheidet sich der Lincoln Continental vom Continental Mark VI, der anstelle des Leuchtbandes eine stilisierte Reserveradabdeckung in der Kofferraumklappe hat.

### Motorisierung und Kraftübertragung
Als Antrieb hatte Lincoln zwei Achtzylinder-V-Ottomotoren aus Fords Windsor-Reihe im Programm:
- Basismotorisierung war eine 4949 cm³ (302 cui) große Variante mit Benzineinspritzung.[2] Die Motorleistung wurde mit 96,5 kW (129 SAE-hp; 132 PS) angegeben.
- Alternativ war eine 5751 cm³ (351 cui) große Version dieses Motors erhältlich, die 104,5 kW (140 SAE-hp; 142 PS) leistete. Diese Variante ist mit einem Einfachvergaser von Ford ausgestattet.

Die Kraftübertragung übernahm serienmäßig ein neu entwickeltes automatisches Vierganggetriebe, das im Kern eine Dreigangautomatik mit einem sehr lang ausgelegten Overdrive ist.

## Preise
Der Listenpreis für das Lincoln Continental Coupé mit dem 5,0-Liter-Motor betrug 13.600 US-$. Damit war es 2.000 US-$ teurer als das zeitgenössische Cadillac-Coupé DeVille. Lincolns besser ausgestattetes Mark-IV-Coupé war bei gleicher Technik gut 3.000 US-$ teurer als der zweitürige Continental.

## Produktion
Im Modelljahr 1980 entstanden, die zwei- und die viertürige Version zusammengenommen, 31.233 Lincoln Continentals. Das entspricht lediglich einem Drittel des Produktionsumfangs, den Lincoln im Modelljahr 1979 mit dem alten, großen Continental erreicht hatte. Einige Quellen führen den Rückgang auf die wirtschaftliche Rezession zurück, die die USA im Kalenderjahr 1979 als Folge der zweiten Ölpreiskrise traf. Tatsächlich ging auch bei anderen Herstellern der Absatz großer Autos 1979 und 1980 deutlich zurück, allerdings war Lincoln wesentlich stärker betroffen als beispielsweise der Konkurrent Cadillac.